# Стойково
Стойково (болг. Стойково) — село в Болгарии. Находится в Хасковской области, входит в общину Хасково. Население составляет 199 человек.

## Политическая ситуация
В местном кметстве Стойково, в состав которого входит Стойково, должность кмета (старосты) исполняет Василка Янкова Ангелова (коалиция партий: партия «Родина», демократический союз «Радикалы») по результатам выборов правления кметства.
Кмет (мэр) общины Хасково — Георги Иванов Иванов (коалиция партий: партия «Родина», демократический союз «Радикалы») по результатам выборов в правление общины.